# Speciální čarodějnický díl XXIII
Speciální čarodějnický díl XXIII (v anglickém originále Treehouse of Horror XXIII) je 2. díl 24. řady (celkem 510.) amerického animovaného seriálu Simpsonovi. Scénář napsali David Mandel a Brian Kelley a díl režíroval Steven Dean Moore. V USA měl premiéru dne 7. října 2012 na stanici Fox Broadcasting Company a v Česku byl poprvé vysílán 8. července 2013 na stanici Prima Cool.

## Děj
Epizoda je rozdělena na tři části: Díra do světa (The Greatest Story Ever Holed), Nenormální aktivita (Un-Normal Activity) a Návrat do budoucnosti Homera a Barta (Bart and Homer's Excellent Adventure).

### Úvod
Na vrcholu mayské civilizace, ve městě Chichén Itzá, se chystá lidská oběť, která má zabránit zničení světa na konci 13. baktunu. Mayský Homer, který byl vykrmen pro obětování bohů, se o plánu svého obětování dozvídá poprvé (protože při školeních nedával pozor) a pokouší se bez úspěchu vycouvat. Jeho žena, mayská Marge, však lstí přiměje kněze, mayského Vočka, aby se nechal obětovat místo Homer. Po obětování jiné osoby mayský profesor Frink potvrdí, že svět skončí po 13. baktunu, což při zohlednění gregoriánského kalendáře a narození Ježíše znamená konec světa roku 2012 (přičemž mayský starosta Quimby svaluje vinu na prezidenta Baracka Obamu).
V současnosti se Homer setkává se třemi mayskými kamennými bohy a mylně je považuje za koledníky. Jeden z nich rozdrtí Homera pod nohama, druhý pak skočí na Flandersův dům. Kamenná trojice začne ve Springfieldu a na Zemi působit spoušť – ničí jak pařížskou Eiffelovu věž, tak i Velkou čínskou zeď či Big Ben. Jakmile je jejich destrukce dokonána, plácnou si na svůj úspěch při ničení Země a pak odletí. Země exploduje a zobrazí se anglický název dílu.

### Díra do světa
Obyvatelé Springfieldu se sejdou, aby byli svědky spuštění urychlovače částic, který byl vystavěn na návrh Lízy. Profesor Frink stroj aktivuje a ten funguje, ale nic zajímavého se nestane a všichni obviňují Lízu. Když jsou všichni pryč, srazí se dvě částice a vytvoří malou černou díru, která odletí. Líza ji najde a poté, co vcucne Ralpha a Nelsona, ji odnese domů, aby už nezpůsobila žádné potíže. Simpsonovi ji dají do sklepa a Líza je varuje, aby do ní nic neházeli, jinak se zvětší. Navzdory varování ji Homer, Bart a Marge používají jako odpadkový koš, přičemž ji využije i Spasitel, který se takto zbaví Sněhulky. Černá díra se stane obrovskou a pohltí vše, co je v dohledu. Jediný člověk, který není vcucnut, je Maggie, jejíž dudlík vletí do černé díry a nevysvětlitelně zastaví její pohlcování. Mezitím se celý Springfield dostal do alternativního vesmíru, kde mimozemšťané uctívají odpadky Springfielďanů.

### Nenormální aktivita
V parodii na Paranormal Activity Homer nainstaluje kamery po domě, aby zaznamenal, kdo nebo co v domě straší. První noc, když Homer a Marge usnout, se samy otevřou dveře, z postele se stáhne přikrývka a ze skříně se vytáhne golfová hole, která Homera několikrát bouchne. Později se ukáže, že viníkem je démon podobný Vočkovi, s nímž Marge uzavřela dohodu o záchraně svých sester, když démona vyvolaly v rámci satanistického rituálu. Součástí dohody bylo, že se démon po třiceti letech vrátí, aby si jako odměnu vzal Margino nejmilejší dítě. Homerovi se podaří démona přesvědčit, aby se vzdal dohody výměnou za to, že se Homer neochotně pustí do sexu ve třech s ním a dalším démonem. Poté, co se Homer dozví, že záchranné slůvko je skořice, hodí přes kameru svůj župan s tím, že by rád zkusil něco nového. Vtom démon podobný Vočkovi vykřikne ono záchranné slůvko.

### Návrat do budoucnosti Homera a Barta
V parodii na Návrat do budoucnosti se Bart vrací do roku 1974 ve stroji času profesora Frinka, aby si u Komiksáka koupil komiks za 25 centů místo současných 200 dolarů. Poté najde Homera na střední škole, jen chvíli předtím, než se poprvé setká s Marge (jak již bylo odvysíláno v dílu Takoví jsme byli). Než se Bart vrátí do roku 2012, sobecky řekne Marge (která je už naštvaná na dospívajícího Homera), aby si Homera nikdy nevzala. Když se Bart vrátí do roku 2012, zjistí, že Artie Ziff je nyní jeho otcem a rodina je bohatá a úspěšná do té míry, že Nelson Muntz je nyní najat jako Bartův sluha. Homer z roku 1974, který se ukryl v kufru stroje času, se dozví o Marge a setká se s Homerem z roku 2012, který chce také získat Marge. Oba přivolají všechny časové inkarnace Homera, aby Artieho zmlátili. Ačkoli Homerové těžce prohrají, přestože mají velkou početní převahu nad Artiem, nakonec zvítězí nad Marge, která se pak nad poraženými Homery slituje a nechá je všechny u sebe bydlet.

## Přijetí
Epizoda získala v demografické skupině diváků ve věku 18–49 let rating 3,1, čímž se umístila na druhém místě v bloku Animation Domination za Griffinovými s ratingem 3,4. Získala celkovou sledovanost 6,57 milionu diváků, čímž se rovněž umístila na druhém místě za Griffinovými s 6,70 milionu diváků, ale porazila seriály Americký táta, Bobovy burgery a Cleveland show.
Robert David Sullivan z The A.V. Clubu udělil epizodě hodnocení B, které komentoval slovy: „V prvních letech Simpsonových byl každoroční výlet Speciálního čarodějnického dílu zábavným kontrastem k většině epizod seriálu. Nebyla v něm žádná vřelost, žádný důvtip, žádné ponaučení ani pokus o souvislý příběh – jen spousta nechutného humoru a možnost vidět Springfield ještě více roztažený za hranice reality. Teď, když si celý seriál osvojil tyto vlastnosti, se halloweenská tradice nezdá tak výjimečná. Ale stejně jako gaučový gag na začátku každého Speciálního čarodějnického dílu nás láká na možnost vidět něco, co nepůsobí jako vypůjčené (a trochu přitroublé) z let slávy seriálu.“.
Patrick D. Gaertner ze serveru Puzzled Pagan napsal: „Co se týče Speciálních čarodějnických dílů, tento nepatřil k mým nejoblíbenějším, ale zdaleka nebyl nejhorší. Je trochu překvapivé, že skutečně parodují něco, co se hororu alespoň trochu týká, což se v poslední době rozhodně neděje. Což mi přijde divné, protože rovnou normální epizody teď parodují jen Počátek, takže nevím, proč by měl parodovat Návrat do budoucnosti zrovna Speciální čarodějnický díl, a ne díl standardní. Příběh o černé díře mě baví, i když v něm není nic moc. Ale líbí se mi, že Milhouseův první a jediný úspěch způsobí pád Springfieldu, to je zábava. Nenormální aktivita je, myslím, fajn, i když trpí tím obvyklým problémem druhého příběhu, že je trochu nedotažená. Ale nejvíc mě překvapil příběh s hloupou parodií na Návrat do budoucnosti. Nebyl důvod, proč by takhle pitomý nápad měl být zábavný, ale mě to bavilo. Je strašně divné, že Takoví jsme byli je zřejmě pořád kánonem, zvlášť vzhledem k událostem v ‚té devadesátkové epizodě‘. Ale pořád je to zábava.“.
Server Screen Rant díl označil za nejlepší epizodu 24. řady.
Epizoda získala v roce 2013 nominaci na cenu Emmy za vynikající animovaný pořad. David Mandel a Brian Kelley získali za scénář k této epizodě nominaci na Cenu Sdružení amerických scenáristů za vynikající scénář k animovanému filmu na 65. ročníku předávání těchto cen.